# Laura Horelli
Laura Horelli (* 1976 in Helsinki) ist eine finnische Künstlerin, die sich vor allem mit Fotografie, Video und Installationen beschäftigt, wobei ihr Konzept sich oft stark um soziologische Themen dreht.

## Leben
1995 begann sie, an der Academy of Fine Arts in Helsinki zu studieren und ging anschließend 1997 nach Frankfurt am Main, um dort bis 2002 an der Städelschule in der Klasse von Thomas Bayrle zu lernen. Zu Laura Horellis Ausstellung „Aktuelle Positionen Bildender Kunst im Öffentlichen Raum“ vom 30. September bis 28. Oktober 2001 erschien ein Katalog.
Mittlerweile lebt und arbeitet sie in Berlin.

## Ausstellungen
- 2007 Laura Horelli – Galerie Barbara Weiss, Berlin
- 2005 Laura Horelli – Reports and Diaries – Galerie Ilka Bree, Bordeaux
- 2001 Laura Horelli – Kluuvi Gallery, Helsinki